# James Piccoli
James Gene Piccoli (ur. 5 września 1991 w Montrealu) – kanadyjski kolarz szosowy.

## Osiągnięcia
Opracowano na podstawie:

2016
- 1. miejsce w Tobago Cycling Classic

2018
- 1. miejsce w Tour de Beauce
  - 1. miejsce na 4. etapie

2019
- 2. miejsce w Tour de Taiwan
  - 1. miejsce na 4. etapie
- 2. miejsce w Joe Martin Stage Race
- 1. miejsce w Tour of the Gila
  - 1. miejsce na 1. etapie
- 2. miejsce w Tour de Beauce
  - 1. miejsce na 2. etapie
- 2. miejsce w Tour of Utah
  - 1. miejsce w prologu

2021
- 1. miejsce na etapie 1b Settimana Internazionale di Coppi e Bartali
- 2. miejsce w Tour du Rwanda

## Rankingi
| Rok              | 2016  | 2017 | 2018 | 2019 | 2020 | 2021 | 2022  | 2023 |
| ---------------- | ----- | ---- | ---- | ---- | ---- | ---- | ----- | ---- |
| World Ranking    | 1156. | 933. | 535. | 165. | 579. | 376. | 1057. | 374. |
| UCI Asia Tour    | -     | -    | 641. |      |      |      |       |      |
| UCI America Tour | 123.  | 52.  | 17.  | 14.  | 42.  | 34.  | 122.  | 35.  |
|                  |       |      |      |      |      |      |       |      |
| Źródło: UCI      |       |      |      |      |      |      |       |      |